# Archibald Napier, I Lord Napier
Archibald Napier, I Lord Napier (1576 – Fincastle, novembre 1645), è stato un politico scozzese.

## Biografia
Era il figlio del matematico Nepero, e della sua prima moglie, Elizabeth Stirling. 

## Carriera
Durante la sua carriera politica ha ricoperto numerosi incarichi. Tra questi c'erano:
- Lord of the Bedchamber di re Giacomo VI. Napier lo accompagnò a Londra nel 1603 per essere incoronato nell'Abbazia di Westminster;
- Treasurer-depute (1622-1631);
- Lord of Session nel 1623.

Inoltre, fu uno dei portatori del baldacchino nella processione di stato del 1633. Fu nominato Baronetto della Nuova Scozia il 2 maggio 1627 e cavaliere da Carlo I d'Inghilterra con il titolo di Lord Napier di Merchiston il 5 maggio 1627. 

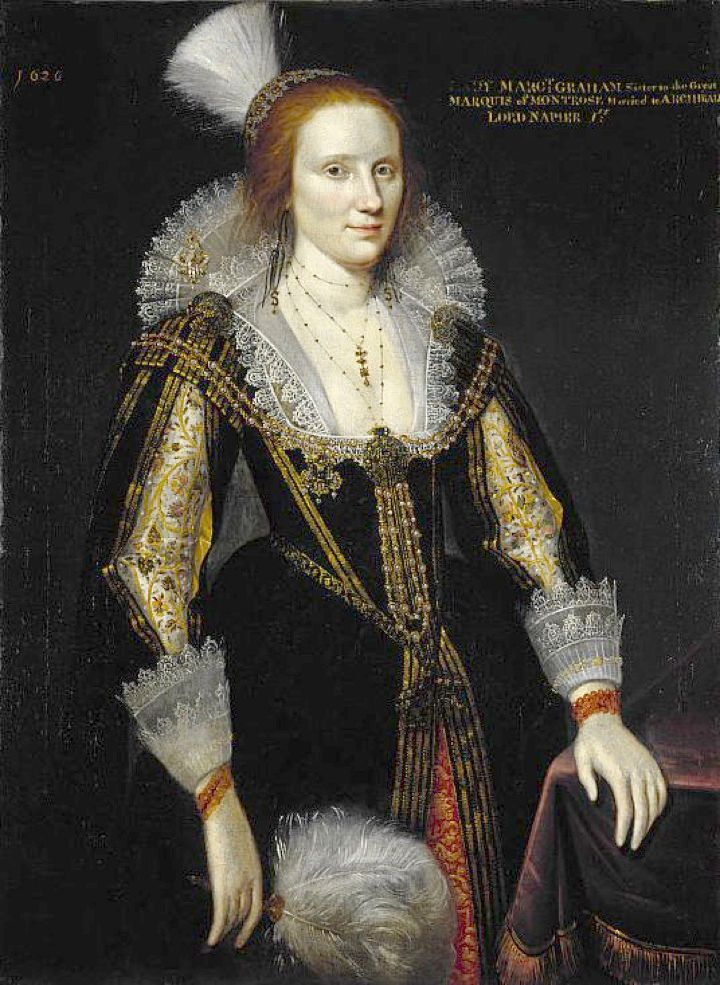
Margaret Graham

## Matrimonio
Sposò, il 15 aprile 1619, Margaret Graham (?-1626), figlia di James Graham, I marchese di Montrose. Ebbero quattro figli:
- John Napier
- Margaret Napier, sposò Sir George Stirling;
- Archibald Napier, II Lord Napier (1625-4 settembre 1658);
- Lilias Napier.

## Morte
Nel 1640 sostenne, insieme al figlio, Carlo I contro i covenanti. Il figlio di Napier fuggì, ma Lord Napier e il resto della sua famiglia furono imprigionati nel castello di Edimburgo e dovettero pagare una multa di £ 10.000. Furono trasferiti a Linlithgow ma suo figlio riuscì a organizzare la loro fuga. Sia Lord Napier che suo figlio si unirono al Marchese di Montrose (cognato di Lord Napier) e combatterono con lui nella battaglia di Philiphaugh, sebbene Lord Napier avesse più di 70 anni. Montrose e i suoi seguaci persero a Philiphaugh e Montrose fuggì nelle Highlands con Lord Napier e suo figlio. Lord Napier morì a Fincastle, nel Perthshire, nel novembre 1645.
Scrisse Memoirs of Archibald, First Lord Napier: Written by Himself come una difesa contro le accuse di inadeguatezza finanziaria che in seguito furono giudicate false. Le memorie furono successivamente pubblicate nel 1793 dall'ottavo Lord Napier.